# Pupiè
Marc Clodi Pupiè Màxim (en llatí: Marcus Clodius Pupienus Maximus) fou dels emperadors romans de l'any 238. Va ser escollit pel senat per la seva reputació com a general distingit i coratjós; com que també el tenien per rude en les maneres li van demanar que compartís les funcions d'emperador amb Dècim Celi Balbí, de caràcter més dialogant. El seu càrrec d'emperador només va durar tres mesos, ja que ni ell ni el seu col·lega van poder aplacar l'anarquia que dominava entre els ciutadans romans i l'exèrcit.

## Orígens
A la Història Augusta, una obra de dubtosa fiabilitat, es descriu a Pupiè com un exemple d'home que havia progressat en el cursus honorum gràcies als seus èxits militars. En aquest llibre es diu que era el fill d'un ferrer, i fou adoptat per una dona de nom Pescennia Marcellina. Llavors va començar la seva carrera com a centurió, passant després a ser tribú militar i més tard pretor. En realitat formava part d'una família aristocràtica, tot i que no gaire important i possiblement bastant recent. Procedent de la ciutat etrusca de Volterra, s'ha especulat que Pupiè era el fill de Marc Pupiè Màxim, un senador que fou el primer membre de la seva família en formar part del senat, i que va ser l'espòs de Clòdia Pulcra.

## Carrera militar i política
La carrera de Pupiè va ser impressionant, va servir en diferents destinacions importants durant el regnat de la Dinastia Severa, a finals del segle ii i començaments del iii. Entre els càrrecs que va tenir està el de procònsol de les províncies de Bitínia, Acaia i Gàl·lia Narbonensis. Després va ser llegat imperial en una de les províncies de Germània, probablement després del seu càrrec com a cònsol sufecte cap a l'any 207. Durant la seva època de governador, va ser bastant popular i va aconseguir victòries contra els sàrmates i les tribus germàniques.
El 234, durant els darrers anys del regnat d'Alexandre Sever, va tornar a ser nomenat cònsol. Aquell mateix any va ser prefecte urbà de Roma i es va guanyar reputació d'home estricte fins al punt que va ser poc estimat per la multitud ciutadana.

## Regnat
Quan es va saber la mort de Gordià I i Gordià II (238) i que Maximí el Traci avançava cap a Itàlia al front d'un fort exèrcit, fou nomenat pel senat juntament amb el senador Dècim Celi Balbí, el qual com a reputat home d'estat es quedaria a Roma per dirigir l'administració, i Pupiè, com a reputat general, aniria contra Maximí per combatre sobre el terreny (vers l'abril del 238). Aquesta decisió no va tenir el suport popular i van esclatar aldarulls, que no van parar fins que es va proclamar com a Cèsar a un net de Gordià, d'uns 13 anys (Gordià III).
Pupiè va poder sortir en direcció a Aquileia contra Maximí i pel camí va reclutar tropes formades per germànics que havien estat al seu servei anteriorment. A Roma van tornar a esclatar lluites civils entre el poble, d'un costat, i els pretorians que feien costat a Maximí, de l'altre. El poble va assaltar el camp dels pretorians i foren rodejats i es va tallar el subministrament d'aigua; els intents de sortida no van reeixir i una part de la ciutat va patir els efectes de la lluita i fou destruïda pel foc. Quan a l'abril o maig Maximí fou derrotat, les seves forces i les de Pupiè es van unir i el poble romà va acollir la unitat amb joia.
Però això fou de curta volada, Balbí va començar a malfiar de Pupiè, pensava que els germànics reclutats per Pupiè que ara formaven part de la guàrdia pretoriana actuarien contra ell i van acabar vivint en parts separades del palau. A més l'odi entre pretorians i el poble no es va extingir; els pretorians no acceptaven el poder establert pel senat i volien un emperador triat per ells, i el poble no perdonava l'actuació dels pretorians. Un dia que se celebraven els jocs capitolins, es va produir un cop d'estat: un fort cos de soldats es va obrir pas cap a palau, va agafar a Balbí i Pupiè i els va matar després de torturar-los (vers maig del 238).

## Matrimoni i descendència
No es coneix el nom de la seva esposa, però es coneix el nom d'almenys tres dels seus fills, que van ser:
- Tiberi Clodi Pupiè Pulcre Màxim, que va ser cònsol sufecte c. 235, i patró de la ciutat de Tibur.[12]
- Marc Pupiè Africà Màxim, que va ser cònsol el 236 i col·lega de l'emperador Maximí el Traci.
- Pupiena Sèxtia Paulina Cetegil·la, que es va casar amb Marc Ulpi Eubiot Leur, cònsol del 230.

### Arbre familiar
|                                     |                                     |                                     |                                     |                                     |                                     |  |  | Quint Tineu Sacerdot Clement cònsol ordinari | Quint Tineu Sacerdot Clement cònsol ordinari | Quint Tineu Sacerdot Clement cònsol ordinari | Quint Tineu Sacerdot Clement cònsol ordinari | Quint Tineu Sacerdot Clement cònsol ordinari | Quint Tineu Sacerdot Clement cònsol ordinari |  |  |                                                       |                                                       |                                                       |                                                       |                                                       |                                                       |  |  |                                                       |                                                |                                                |                                                |                                                |                                                |  |  | Marc Pupiè Màxim senador ∞ Clòdia Pulcra                      | Marc Pupiè Màxim senador ∞ Clòdia Pulcra                      | Marc Pupiè Màxim senador ∞ Clòdia Pulcra                      | Marc Pupiè Màxim senador ∞ Clòdia Pulcra                      | Marc Pupiè Màxim senador ∞ Clòdia Pulcra                      | Marc Pupiè Màxim senador ∞ Clòdia Pulcra                      |  |  |                                   |                                   |                                   |                                   |                                   |                                   |  |  |                                      |                                      |                                      |                                      |                                      |                                      |  |  |  |  |  |  |  |  |  |  |  |  |  |  |  |  |  |  |  |  |  |  |  |  |  |  |  |  |
|                                     |                                     |                                     |                                     |                                     |                                     |  |  | Quint Tineu Sacerdot Clement cònsol ordinari | Quint Tineu Sacerdot Clement cònsol ordinari | Quint Tineu Sacerdot Clement cònsol ordinari | Quint Tineu Sacerdot Clement cònsol ordinari | Quint Tineu Sacerdot Clement cònsol ordinari | Quint Tineu Sacerdot Clement cònsol ordinari |  |  |                                                       |                                                       |                                                       |                                                       |                                                       |                                                       |  |  |                                                       |                                                |                                                |                                                |                                                |                                                |  |  | Marc Pupiè Màxim senador ∞ Clòdia Pulcra                      | Marc Pupiè Màxim senador ∞ Clòdia Pulcra                      | Marc Pupiè Màxim senador ∞ Clòdia Pulcra                      | Marc Pupiè Màxim senador ∞ Clòdia Pulcra                      | Marc Pupiè Màxim senador ∞ Clòdia Pulcra                      | Marc Pupiè Màxim senador ∞ Clòdia Pulcra                      |  |  |                                   |                                   |                                   |                                   |                                   |                                   |  |  |                                      |                                      |                                      |                                      |                                      |                                      |  |  |  |  |  |  |  |  |  |  |  |  |  |  |  |  |  |  |  |  |  |  |  |  |  |  |  |  |
|                                     |                                     |                                     |                                     |                                     |                                     |  |  |                                              |                                              |                                              |                                              |                                              |                                              |  |  |                                                       |                                                       |                                                       |                                                       |                                                       |                                                       |  |  |                                                       |                                                |                                                |                                                |                                                |                                                |  |  |                                                               |                                                               |                                                               |                                                               |                                                               |                                                               |  |  |                                   |                                   |                                   |                                   |                                   |                                   |  |  |                                      |                                      |                                      |                                      |                                      |                                      |  |  |  |  |  |  |  |  |  |  |  |  |  |  |  |  |  |  |  |  |  |  |  |  |  |  |  |  |
| Quint Tineu Climent cònsol ordinari | Quint Tineu Climent cònsol ordinari | Quint Tineu Climent cònsol ordinari | Quint Tineu Climent cònsol ordinari | Quint Tineu Climent cònsol ordinari | Quint Tineu Climent cònsol ordinari |  |  | Quint Tineu Ruf cònsol 182                   | Quint Tineu Ruf cònsol 182                   | Quint Tineu Ruf cònsol 182                   | Quint Tineu Ruf cònsol 182                   | Quint Tineu Ruf cònsol 182                   | Quint Tineu Ruf cònsol 182                   |  |  | Quint Tineu Sacerdot cònsol sufecte ∞ Volusia Laodice | Quint Tineu Sacerdot cònsol sufecte ∞ Volusia Laodice | Quint Tineu Sacerdot cònsol sufecte ∞ Volusia Laodice | Quint Tineu Sacerdot cònsol sufecte ∞ Volusia Laodice | Quint Tineu Sacerdot cònsol sufecte ∞ Volusia Laodice | Quint Tineu Sacerdot cònsol sufecte ∞ Volusia Laodice |  |  |                                                       |                                                |                                                |                                                |                                                |                                                |  |  | Pupiè Emperador romà (238) ∞ Sèxtia Cetegil·la                | Pupiè Emperador romà (238) ∞ Sèxtia Cetegil·la                | Pupiè Emperador romà (238) ∞ Sèxtia Cetegil·la                | Pupiè Emperador romà (238) ∞ Sèxtia Cetegil·la                | Pupiè Emperador romà (238) ∞ Sèxtia Cetegil·la                | Pupiè Emperador romà (238) ∞ Sèxtia Cetegil·la                |  |  |                                   |                                   |                                   |                                   |                                   |                                   |  |  | Marc Ulpi Leur senador               | Marc Ulpi Leur senador               | Marc Ulpi Leur senador               | Marc Ulpi Leur senador               | Marc Ulpi Leur senador               | Marc Ulpi Leur senador               |  |  |  |  |  |  |  |  |  |  |  |  |  |  |  |  |  |  |  |  |  |  |  |  |  |  |  |  |
| Quint Tineu Climent cònsol ordinari | Quint Tineu Climent cònsol ordinari | Quint Tineu Climent cònsol ordinari | Quint Tineu Climent cònsol ordinari | Quint Tineu Climent cònsol ordinari | Quint Tineu Climent cònsol ordinari |  |  | Quint Tineu Ruf cònsol 182                   | Quint Tineu Ruf cònsol 182                   | Quint Tineu Ruf cònsol 182                   | Quint Tineu Ruf cònsol 182                   | Quint Tineu Ruf cònsol 182                   | Quint Tineu Ruf cònsol 182                   |  |  | Quint Tineu Sacerdot cònsol sufecte ∞ Volusia Laodice | Quint Tineu Sacerdot cònsol sufecte ∞ Volusia Laodice | Quint Tineu Sacerdot cònsol sufecte ∞ Volusia Laodice | Quint Tineu Sacerdot cònsol sufecte ∞ Volusia Laodice | Quint Tineu Sacerdot cònsol sufecte ∞ Volusia Laodice | Quint Tineu Sacerdot cònsol sufecte ∞ Volusia Laodice |  |  |                                                       |                                                |                                                |                                                |                                                |                                                |  |  | Pupiè Emperador romà (238) ∞ Sèxtia Cetegil·la                | Pupiè Emperador romà (238) ∞ Sèxtia Cetegil·la                | Pupiè Emperador romà (238) ∞ Sèxtia Cetegil·la                | Pupiè Emperador romà (238) ∞ Sèxtia Cetegil·la                | Pupiè Emperador romà (238) ∞ Sèxtia Cetegil·la                | Pupiè Emperador romà (238) ∞ Sèxtia Cetegil·la                |  |  |                                   |                                   |                                   |                                   |                                   |                                   |  |  | Marc Ulpi Leur senador               | Marc Ulpi Leur senador               | Marc Ulpi Leur senador               | Marc Ulpi Leur senador               | Marc Ulpi Leur senador               | Marc Ulpi Leur senador               |  |  |  |  |  |  |  |  |  |  |  |  |  |  |  |  |  |  |  |  |  |  |  |  |  |  |  |  |
|                                     |                                     |                                     |                                     |                                     |                                     |  |  |                                              |                                              |                                              |                                              |                                              |                                              |  |  |                                                       |                                                       |                                                       |                                                       |                                                       |                                                       |  |  |                                                       |                                                |                                                |                                                |                                                |                                                |  |  |                                                               |                                                               |                                                               |                                                               |                                                               |                                                               |  |  |                                   |                                   |                                   |                                   |                                   |                                   |  |  |                                      |                                      |                                      |                                      |                                      |                                      |  |  |  |  |  |  |  |  |  |  |  |  |  |  |  |  |  |  |  |  |  |  |  |  |  |  |  |  |
|                                     |                                     |                                     |                                     |                                     |                                     |  |  |                                              |                                              |                                              |                                              |                                              |                                              |  |  | Tineia                                                | Tineia                                                | Tineia                                                | Tineia                                                | Tineia                                                | Tineia                                                |  |  | Tiberi Clodi Pupiè Pulcre Màxim cònsol sufecte        | Tiberi Clodi Pupiè Pulcre Màxim cònsol sufecte | Tiberi Clodi Pupiè Pulcre Màxim cònsol sufecte | Tiberi Clodi Pupiè Pulcre Màxim cònsol sufecte | Tiberi Clodi Pupiè Pulcre Màxim cònsol sufecte | Tiberi Clodi Pupiè Pulcre Màxim cònsol sufecte |  |  | Marc Pupiè Africà Màxim cònsol ordinari ∞ Cornèlia Marul·lina | Marc Pupiè Africà Màxim cònsol ordinari ∞ Cornèlia Marul·lina | Marc Pupiè Africà Màxim cònsol ordinari ∞ Cornèlia Marul·lina | Marc Pupiè Africà Màxim cònsol ordinari ∞ Cornèlia Marul·lina | Marc Pupiè Africà Màxim cònsol ordinari ∞ Cornèlia Marul·lina | Marc Pupiè Africà Màxim cònsol ordinari ∞ Cornèlia Marul·lina |  |  | Pupiena Sèxtia Paulina Cetegil·la | Pupiena Sèxtia Paulina Cetegil·la | Pupiena Sèxtia Paulina Cetegil·la | Pupiena Sèxtia Paulina Cetegil·la | Pupiena Sèxtia Paulina Cetegil·la | Pupiena Sèxtia Paulina Cetegil·la |  |  | Marc Ulpi Eubiot Leur cònsol sufecte | Marc Ulpi Eubiot Leur cònsol sufecte | Marc Ulpi Eubiot Leur cònsol sufecte | Marc Ulpi Eubiot Leur cònsol sufecte | Marc Ulpi Eubiot Leur cònsol sufecte | Marc Ulpi Eubiot Leur cònsol sufecte |  |  |  |  |  |  |  |  |  |  |  |  |  |  |  |  |  |  |  |  |  |  |  |  |  |  |  |  |
|                                     |                                     |                                     |                                     |                                     |                                     |  |  |                                              |                                              |                                              |                                              |                                              |                                              |  |  | Tineia                                                | Tineia                                                | Tineia                                                | Tineia                                                | Tineia                                                | Tineia                                                |  |  | Tiberi Clodi Pupiè Pulcre Màxim cònsol sufecte        | Tiberi Clodi Pupiè Pulcre Màxim cònsol sufecte | Tiberi Clodi Pupiè Pulcre Màxim cònsol sufecte | Tiberi Clodi Pupiè Pulcre Màxim cònsol sufecte | Tiberi Clodi Pupiè Pulcre Màxim cònsol sufecte | Tiberi Clodi Pupiè Pulcre Màxim cònsol sufecte |  |  | Marc Pupiè Africà Màxim cònsol ordinari ∞ Cornèlia Marul·lina | Marc Pupiè Africà Màxim cònsol ordinari ∞ Cornèlia Marul·lina | Marc Pupiè Africà Màxim cònsol ordinari ∞ Cornèlia Marul·lina | Marc Pupiè Africà Màxim cònsol ordinari ∞ Cornèlia Marul·lina | Marc Pupiè Africà Màxim cònsol ordinari ∞ Cornèlia Marul·lina | Marc Pupiè Africà Màxim cònsol ordinari ∞ Cornèlia Marul·lina |  |  | Pupiena Sèxtia Paulina Cetegil·la | Pupiena Sèxtia Paulina Cetegil·la | Pupiena Sèxtia Paulina Cetegil·la | Pupiena Sèxtia Paulina Cetegil·la | Pupiena Sèxtia Paulina Cetegil·la | Pupiena Sèxtia Paulina Cetegil·la |  |  | Marc Ulpi Eubiot Leur cònsol sufecte | Marc Ulpi Eubiot Leur cònsol sufecte | Marc Ulpi Eubiot Leur cònsol sufecte | Marc Ulpi Eubiot Leur cònsol sufecte | Marc Ulpi Eubiot Leur cònsol sufecte | Marc Ulpi Eubiot Leur cònsol sufecte |  |  |  |  |  |  |  |  |  |  |  |  |  |  |  |  |  |  |  |  |  |  |  |  |  |  |  |  |
|                                     |                                     |                                     |                                     |                                     |                                     |  |  |                                              |                                              |                                              |                                              |                                              |                                              |  |  |                                                       |                                                       |                                                       |                                                       |                                                       |                                                       |  |  |                                                       |                                                |                                                |                                                |                                                |                                                |  |  |                                                               |                                                               |                                                               |                                                               |                                                               |                                                               |  |  |                                   |                                   |                                   |                                   |                                   |                                   |  |  |                                      |                                      |                                      |                                      |                                      |                                      |  |  |  |  |  |  |  |  |  |  |  |  |  |  |  |  |  |  |  |  |  |  |  |  |  |  |  |  |
|                                     |                                     |                                     |                                     |                                     |                                     |  |  |                                              |                                              |                                              |                                              |                                              |                                              |  |  |                                                       |                                                       |                                                       |                                                       |                                                       |                                                       |  |  | Luci Clodi Tineu Pupiè Bas procònsol ∞ Ovinia Paterna |                                                |                                                |                                                |                                                |                                                |  |  |                                                               |                                                               |                                                               |                                                               |                                                               |                                                               |  |  |                                   |                                   |                                   |                                   |                                   |                                   |  |  |                                      |                                      |                                      |                                      |                                      |                                      |  |  |  |  |  |  |  |  |  |  |  |  |  |  |  |  |  |  |  |  |  |  |  |  |  |  |  |  |